# المجاردة (ثقيف)
المجاردة؛ هي قرية سعودية تتبع مركز ثقيف التابع لمحافظة الطائف في منطقة مكة المكرمة. تقع جنوب الطائف بمسافة تقارب (145) كم.